# Leccionario 195
El Leccionario 195, designado por la sigla ℓ 195 (en la numeración Gregory-Aland), es un manuscrito griego del Nuevo Testamento. Paleográficamente ha sido asignado al siglo XI.

## Descripción
El códice contiene enseñanzas de los Evangelios de Juan, Mateo y Lucas. El texto está escrito en Caligrafía uncial, en 483 hojas de pergamino (40,5 cm x 28,5 cm), 2 columnas por página, 14 líneas por página. Es muy espléndido, con letras doradas al inicio; contiene notas musicales.

## Historia
Frederick Henry Ambrose Scrivener y Caspar René Gregory datan el manuscrito del siglo X, el Instituto de Investigación Textual del Nuevo Testamento lo relaciona con el siglo XI. Se añadió a la lista de los manuscritos del Nuevo Testamento por Scrivener (número 203). Gregory lo vio en 1883. El manuscrito no se cita en las ediciones del Nuevo Testamento griego (UBS3). Actualmente, el códice se encuentra en la Biblioteca Bodleiana, en Oxford, Inglaterra.